# 小林史和
小林 史和（こばやし ふみかず、1978年3月21日 - ）は、日本の元陸上競技選手。1000m、2000m日本記録保持者。岐阜県高山市出身。中京商業高等学校（現在の中京高等学校）、拓殖大学卒業。NTN所属。現在は愛媛銀行女子陸上部監督。

## 経歴
1993年4月、中京商業高等学校入学。3年連続、全国高等学校駅伝競走大会に出場。1年生時(1993年)は、2区(3 km)区間8位(8分31秒)、2年生時(1994年)は、1区(10 km)区間13位(30分36秒)、3年生時(1995年)は、1区(10 km)区間9位(30分8秒)の成績を修める。中京商業3年時(1995年)に鳥取インターハイ5000m13位、ふくしま国体少年A5000m4位入賞。
1996年4月、拓殖大学に入学。拓殖大学時代は箱根駅伝に4年連続で出場したが、3年時は4区で区間最下位の大ブレーキを起こすなど、あまり目だった活躍は無かった。2000年3月、拓殖大学卒業。
2000年4月にNTNに入社。入社時に、小林の中距離の適性を感じていた拓殖大学監督の米重修一からNTN監督の愛敬重之に『奴をもう一度短い距離に戻してくれ』という要請がある。以来、監督と二人で1500m中心の練習を行う。同年の日本選手権1500mで5位入賞。この成績で意を強くし、その練習を継続すると翌01年には日本選手権1500mで優勝。日本一になった小林は、日本記録をターゲットに定める。それまでの3分49秒73(2000年)から01年3分42秒44、02年3分39秒86、03年3分39秒15とタイムを短縮する。
2004年7月31日ベルギー・ヒュースデン＝ゾルダーで開催されたナイトオブアスレチックスにおいて3分37秒42の自己新記録を樹立し、石井隆士が保持していた男子陸上1500mの日本記録を27年ぶりに更新した。この記録は荒井七海が2021年5月29日に更新するまで、約17年近く保持された。2007年世界陸上競技選手権大阪大会で1500mに出場し準決勝進出の快挙を成し遂げた。2008年には第92回日本選手権1500mを3分49秒96の記録で制し、4年連続となる6度目の優勝を飾った。
2016年4月、現役を退き、愛媛銀行女子陸上部の監督に就任した。

## 主な戦績
| 年   | 大会               | 距離  | 順位   | 記録      | 備考 |
| ---- | ------------------ | ----- | ------ | --------- | ---- |
| 2001 | 第85回日本選手権   | 1500m | 優勝   | 3分44秒46 |      |
| 2002 | 第86回日本選手権   | 1500m | 優勝   | 3分51秒56 |      |
| 2002 | アジア競技大会     | 1500m | 6位    | 3分49秒18 |      |
| 2003 | 第87回日本選手権   | 1500m | 3位    | 3分49秒86 |      |
| 2003 | アジア選手権       | 1500m | 3位    | 3分42秒96 |      |
| 2004 | 第88回日本選手権   | 1500m | 3位    | 3分46秒45 |      |
| 2005 | 第89回日本選手権   | 1500m | 優勝   | 3分40秒14 |      |
| 2005 | 世界陸上競技選手権 | 1500m | 予選   | 3分51秒76 |      |
| 2006 | 第90回日本選手権   | 1500m | 優勝   | 3分41秒37 |      |
| 2006 | アジア競技大会     | 1500m | 5位    |           |      |
| 2007 | 第91回日本選手権   | 1500m | 優勝   | 3分49秒86 |      |
| 2007 | アジア選手権       | 1500m | 10位   |           |      |
| 2007 | 世界陸上競技選手権 | 1500m | 準決勝 | 3分43秒64 |      |
| 2008 | 第92回日本選手権   | 1500m | 優勝   | 3分49秒96 |      |
| 2009 | 第93回日本選手権   | 1500m | 2位    | 3分44秒34 |      |
| 2010 | 第94回日本選手権   | 1500m | 9位    | 3分49秒56 |      |

### 駅伝成績
| 大会名         | 区間 | 距離    | 順位     | 記録          | 備考 |
| -------------- | ---- | ------- | -------- | ------------- | ---- |
| 第73回箱根駅伝 | 6区  | 20.7 km | 区間8位  | 1時間01分27秒 |      |
| 第74回箱根駅伝 | 6区  | 20.7 km | 区間7位  | 1時間01分05秒 |      |
| 第75回箱根駅伝 | 4区  | 20.9 km | 区間15位 | 1時間11分01秒 |      |
| 第76回箱根駅伝 | 6区  | 20.7 km | 区間6位  | 1時間00分18秒 |      |

## 自己ベスト
- 1000m - 2分19秒65（2005年）元日本記録
- 1500m - 3分37秒42（2004年）
- 1マイル（屋外） - 3分59秒06（2002年）
- 1マイル（室内） - 4分04秒76（2005年）
- 2000m - 5分07秒24（2006年）日本記録
- 5000m - 13分45秒65（2004年）